# N-350
La N-350 es una carretera de acceso al Puerto Bahía de Algeciras desde el sur de la ciudad de Algeciras y desde la N-340, procedente de Cádiz.
Empieza en el cruce de la travesía de Algeciras con la A-7 y la N-340 en el km. 103 de esta. Tiene accesos a la terminal de pasajeros y de mercancías del puerto, donde termina junto con la N-357 (acceso al puerto desde el norte).
El 28 de octubre de 2015, el Ministerio de Fomento aprobó la duplicación de esta carretera. El presupuesto se estima en 32,7 millones de euros.